# Ahmet Yumrukaya
Ahmet Yumrukaya, turški veslač, * 1984, Carigrad.
Yumrukaya je leta 2004 s soveslačem Ihsanom Emrejem Vuralom osvojil naslov svetovnega prvaka v veslanju do 23 let v disciplini lahki dvojec brez krmarja. 
Na Sredozemskih igrah 2005 v Almerii sta nato v isti disciplini osvojila bronasto medaljo.